# پارک ملی آمریکن ساموا
پارک ملی آمریکن ساموا (به انگلیسی: National Park of American Samoa) پارکی طبیعی در ساموآی آمریکا در ایالات متحده آمریکا است. این پارک ملی در سه جزیرهٔ جداگانه گسترده شده‌است: توتوایلا، اوفو، تائو. این پارک شامل جزایر مرجانی، جنگل بارانی گرمسیری، خفاش میوه، و پوشش سائومون است و در آن از این موارد محافظت می‌شود. این پارک ملی برای گردش و ورزش‌های زیر آبی معروف است. از مساحت ۱۳۵۰۰ فوت مربع پارک، ۹۰۰۰ فوت مربع آن خشکی است و ۴۵۰۰ فوت مربع آن جزایر مرجانی و اقیانوس است. این پارک تنها پارک ملی آمریکا است که در جنوب استوا قرار دارد.
این پارک ۳۶ کیلومتر مربع وسعت دارد.

## تاریخچهٔ زمین شناختی
جزایر آتش فشانی ساموآ که عمدهٔ مساحت پارک ملی را در بر دارند، متشکل از آتش فشانهای محافظی هستند که از یک نقطهٔ حساس در صفحهٔ آرام به وجود آمدند و به ترتیب از غرب به شرق نمود پیدا کردند. توتولیا که بزرگترین و قدیمی‌ترین جزیره است احتمالاً قدمتش به دورهٔ پلیوسن می‌رسد که تقریباً مربوط به ۱/۲۴ تا ۱/۴ میلیون سال پیش است. احتمالاً قدمت جزیره‌های کوجک به دورهٔ هلوسن می‌رسد.
جزیره‌ها از یک آتش فشان ساخته نشده‌اند، بلکه متشکل از چند آتش فشان همپوشان (روی هم) تشکیل شده‌اند که از مواد مذاب بازالت تشکیل شده‌اند. بیشتر مواد مذابی که فوران پیدا کرده‌اند از آن زمان تا کنون شکسته شده‌اند و به اجزا زاویه‌ای تبدیل شده‌اند که برچیا نام دارند. آتش فشان‌ها در دورهٔ پلایستوسن از ورود راه عبورهای بازالتی از یک منطقهٔ دارای شکاف در کف اقیانوس به وجود آمده‌اند و به شدت در دورهٔ پلایوسن و اوایل پلایتوسن فرسایش یافتند و چیزهایی را که از تاف آتش نشانی کل پارک بیرون زده بودند تحت تأثیر قرار دادند. جزیرهٔ تائو که جوان‌ترین جزیره‌ای است که در پارک ملی قرار دارد، تنها چیزی است که از فروپاشی آتش فشان محافظ دورهٔ هولوسن به جا مانده است. این فروپاشی صخره‌های دریایی بلندتر از ۳۰۰۰ پا را به وجود آورد که در شمال جزیره قرار دارند و برخی از آن‌ها از بزرگترین پرتگاه‌های مصنوعی جهان هستند.
سال هاست که هیچ گونه مدرکی مبنی بر فعال بودن آتش فشان‌های جزایر ساموآن یافت نشده‌است، اما نقطهٔ حساس زیر جزیره نشانه‌هایی مبنی بر فعال بودن از خود نشان داده است و یک فوران زیردریایی در شرق امریکن ساموآن در سال ۱۹۷۳ ثبت شده‌است. کوه دریایی وایلولواو که در شرق تائو است، یکی از جزایر آیندهٔ ساموآن خواهد بود که از مواذ مذاب زیر دریایی ساخته می‌شود و گسترش آتش فشانی رو به شرق را از نقطهٔ حساس زیر جزایر میسر می‌سازد. به کمک روش‌های رادیومتری مشخص شده‌است که مواد مذابی که کوه دریایی را تشکیل داده‌اند بین ۵ و ۵۰ سال قدمت دارند و در این مدت این کوه دریایی ۱۴۶۶۴ پا از کف اقیانوس فراتر رفته است.
شواهد حاکی از آن است که سواحل زیردریایی و سطحی در پی تغییرات آب و هوا و دیگر انواع فرسایش سنگ و خاکی به وجود آمده‌اند که جزایر را تشکیل می‌دهند. در جزیرهٔ تائو، یک پرتگاه مصنوعی به نام لیو بنچ (که یکی از ویژگی‌های اتلاف جرم است) وجود دارد. امکان این خطر هست که این پرتگاه مصنوعی بیرون بزند و وارد اقیانوس نزدیک به خود شود. این رخداد می‌تواند سونامی را به وجود آورد که برای نابود کردن جزیرهٔ فیجی تا جنوب شرق آن قدرت داشته باشد.

## تاریخچه پارک ملی
پارک ملی امریکن ساموآ در ۳۱ اکتبر ۱۹۸۸ به واسطهٔ قانون عمومی ۵۷۱-۱۰۰ تأسیس شد، اما به خاطر نظام زمین کمونیستی سنتی NPS قادر به خرید زمین آنجا نبود. این مسئله در ۹ سپتامبر ۱۹۹۳ حل شد. در آن زمان سرویس پارک ملی وارد دورهٔ کرایهٔ ۵۰ سالهٔ زمین پارک از کنسول روستای سامائون شد. در سال ۲۰۰۲، کنگره گسترش سی درصدی پارک در جزایر اولوسگا و اوفو را تصویب کرد.
در سال ۲۰۰۹، یک زلزله و سونامی چند موج عظیم را تشکیل داد که موجب ۳۴ مورد تأیید شدهٔ مرگ، بیش از صد مورد زخمی و تخریب حدود ۲۰۰ خانه و اداره شد. آسیب زیادی به پارک رسید. مرکز بازدیدکنندگان و دفتر اصلی تخریب شده بودند اما بر اساس گزارش‌ها تنها یک نفر از کارکنان NPS و داوطلبان زخمی شده بود.

## گروه اقیانوسی مانوآ

### توتوایلا
بخش توتوایلای پارک در انتهای شمالی جزیره‌ای قرار دارد که به پاگوپاگو نزدیک است. این بخش به این اجزا تقسیم می‌شود: کوهستان آلاوا (۱۶۱۰ پا یا ۴۹۰ متر)، و دامنهٔ مائوگالوآ. بخش توتوایلا شامل آمالائو، کرگی پوینت، وخور تافو، و جزایر پولا و مانوفا است. این قسمت تنها جایی از پارک است که امکان تردد ماشین در آن وجود دارد و بیشتر گردشگرها به این بخش جذب می‌شوند. قسمت خشکی پارک شامل رشته‌ای از قلهٔ کوهستان آلاوا و یک سری مناطق تاریخی است. این مناطق شامل بریکرز پوینت و بلانتز پوینت هستند که محل نصب ابزار جنگی در جنگ جهانی دوم بوده‌اند. این دنبال در امتداد دامنه‌ای قرار دارد که دارای جنگل پرپشت است، و شمال آن خشکی شیب تندی پیدا می‌کند و به اقیانوس می‌رسد.

### اوفو
تنها راه دسترسی به جزیرهٔ اوفو قایق‌های ماهیگیری کوچکی هستند که از جزیرهٔ تائو می‌آیند. در اوفو اقامتگاه نیز وجود دارد.

### تائو
از طریق پرواز از توتوئیلا به روستای فیتوایلا در تائو، می‌توان به جزیرهٔ تائو رسید. در تائو محل اقامت نیز وجود دارد. زنجیره‌ای از سائوآ که حوالی سیو پوینت قرار دارد آغاز می‌گردد و به خط ساحلی جنوبی می‌رسد و سرانجام ارتفاع بیشتر می‌شود و به قلهٔ کوهستان لاتا می‌رسد که در ارتفاع ۳۱۷۰ پا (۹۷۰ متر) قرار دارد.
به خاطر موقعیت دوری که این منطقه دارد، تنوع در میان گونه‌هایی که در خشکی زندگی می‌کنند کم است. تقریباً سی درصد گیاه‌ها و یک گونه پرنده (سامائون استارلینگ) در این ناحیه هستند که مختص همان مجمع الجزایرند.

## گیاگان و زیاگان
بیشتر جزیرها ی این ناحیه را جنگلهای بارانی گرمسیری در بر گرفته‌اند که شامل جنگ ابری در تائو و جنگل پست در توتوئیلا می‌باشد. بیشتر گیاهان اتفاقی از شمال شرق آسیا آمده‌اند. ۳۴۳ گونه گیاه گلدار، ۱۳۵ گونه سرخس وجود دارند و نزدیک به ۳۰ درصد پوشش گیاهی را گیاهان منحصر به آن ناحیه در بر می‌گیرند.
سه گونهٔ خفاش تنها پستان‌داران بومی هستند: دو گونهٔ بزرگ خفاش میوه (روباه پرندهٔ ساموآ، و روباه پرنده گردن سفید) و یک نمونه خفاش حشره خوار که خفاش دم‌غلافی مدیترانه نام دارد. آن‌ها نقش عمده‌ای در گرده افشانی گیاهان جزیره دارند. توفانی که در سال ۱۹۹۱ آمد تقریباً خفاش دم غلافی را با انقراض روبرو کرد.
خزندگان بومی شامل مارمولک پلاجیک، مارمولک پلی نسیان، مارمولک مورنینگ، مارمولک پاکنده‌ای، بوآی اقیانوس آرام، و هفت گونهٔ شن زی می‌باشند. یکی از اهداف عمدهٔ پارک کنترل یا از میان بردن گیاهان و گونه‌های حیوانی مخرب است. خوک‌های وحشی در زمرهٔ این‌گونه‌ها هستند که اکوسیستم پارک را تهدید می‌کنند. چند گونهٔ پرنده نیز در این بخش زندگی می‌کنند که عمده‌ترین آن‌ها عسل خوار ترکه‌ای، ساموآن استارلینگ، و کبوتر آرام می‌باشند. دیگر پرنده‌های غیرعادی شامل مرغ باران تاهیتی، کلاغ بدون خال می‌باشند. یک نمونهٔ کمیاب (در این منطقه) هم هست که کبوترمیوهٔ رنگارنگ نام دارد.
آب‌های اطراف منطقه پر از گونه‌های مختلف موجودات دریایی هستند. این‌گونه‌ها شامل لاک پشت‌های آبی، وال گوژپشت، بیش از ۹۵۰ گونه ماهی، و بیش از ۲۵۰ گونهٔ مرجانی هستند. برخی از بزرگترین دسته‌های مرجانی زنده (پورایت‌ها) در جهان در جزیرهٔ تائو هستند.

## تهدیدها
خطرات بزرگی جزایر مرجانی را تهدید می‌کند. چون که دمای اقیانوس و غلظت دی اکسید کربن در حال افزایش است، و همچنین سطح دریا نیز بالاتر رفته است. در نتیجه به خاطر این موارد و دیگر فشارها پیش‌بینی می‌شود که اگر غلظت دی اکسید کربن به همین منوال افزایش یابد، مرجان‌هایی که جزایر را تشکیل می‌دهند تا اواسط قرن حاضر از بین بروند.